# Фріденсбург (Пенсільванія)
Фріденсбург (англ. Friedensburg) — переписна місцевість (CDP) в США, в окрузі Скайлкілл штату Пенсільванія. Населення — 1041 особа (2020).

## Географія
Фріденсбург розташований за координатами 40°36′25″ пн. ш. 76°13′45″ зх. д. / 40.60694° пн. ш. 76.22917° зх. д. (40.607012, -76.229107).  За даними Бюро перепису населення США в 2010 році переписна місцевість мала площу 4,09 км², уся площа — суходіл.

## Демографія
Згідно з переписом 2010 року, у переписній місцевості мешкало 858 осіб у 400 домогосподарствах у складі 231 родини. Густота населення становила 210 осіб/км².  Було 420 помешкань (103/км²).
Расовий склад населення:
| - 98,4 % — білих - 0,2 % — азіатів - 0,1 % — чорних або афроамериканців |

До двох чи більше рас належало 1,0 %. Частка іспаномовних становила 0,8 % від усіх жителів.
За віковим діапазоном населення розподілялося таким чином: 20,0 % — особи молодші 18 років, 58,1 % — особи у віці 18—64 років, 21,9 % — особи у віці 65 років та старші. Медіана віку мешканця становила 45,6 року. На 100 осіб жіночої статі у переписній місцевості припадало 102,8 чоловіків;  на 100 жінок у віці від 18 років та старших — 96,0 чоловіків також старших 18 років.
Середній дохід на одне домашнє господарство  становив 55 839 доларів США (медіана — 44 856), а середній дохід на одну сім'ю — 54 147 доларів (медіана — 43 510). За межею бідності перебувало 7,7 % осіб, у тому числі 0,0 % дітей у віці до 18 років та 6,5 % осіб у віці 65 років та старших.
Цивільне працевлаштоване населення становило 444 особи. Основні галузі зайнятості: освіта, охорона здоров'я та соціальна допомога — 29,1 %, виробництво — 14,6 %, публічна адміністрація — 7,7 %, роздрібна торгівля — 7,2 %.